# بهار دانش

نمونه ای از نسخه خطی قرن 18 به نام باغ دانش که در کتابخانه ملی لهستان نگهداری می شود.

بهار دانش مجموعه ای فارسی از داستان‌های عاشقانه بود که توسط عنایت الله کمبوه اهل لاهور، در سال ۱۰۶۱ ق / ۱۶۵۱م، از منابع قدیمی هندی اقتباس شده‌است.
این کتاب در سال ۱۷۶۸ یا ۱۷۶۹ توسط الکساندر داو تا حدی به انگلیسی ترجمه شد و جاناتان اسکات آن را به‌طور کامل در سال ۱۷۹۹ ترجمه کرد. متن فارسی نیز در قرن نوزدهم چندین بار لیتوگرافی شد.
یکی از داستان‌های موجود در بهار دانش، داستانی است که منبع الهام رمان منظوم لاله‌رخ اثر توماس مور بوده.
هیچ نسخه مصور اولیه ای از این نسخه به جا نمانده‌است، هرچند که یک جفت نسخه خطی مصور قرن ۱۸، از مجموعه‌های دوک نورتومبرلند و مجموعه آثار ریچارد جانسون، می‌تواند بیانگر سنت‌های مصور قرن ۱۷ باشد.